# Roupeldange

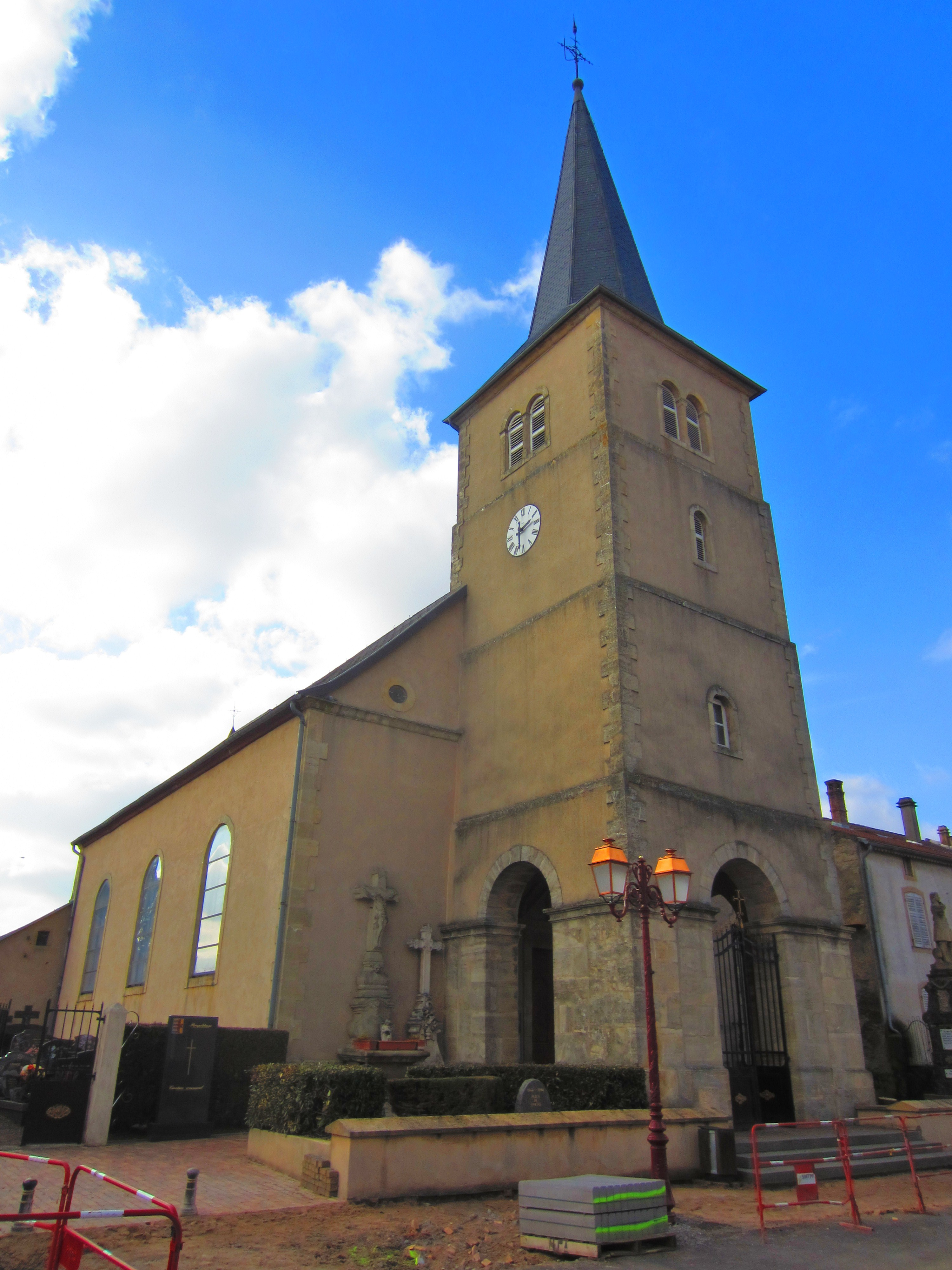
Kirche St. Barbe

Roupeldange (deutsch Ruplingen) ist eine französische Gemeinde mit 338 Einwohnern (Stand 1. Januar 2022) im Département Moselle in der Region Grand Est (bis 2015 Lothringen).

## Geographie
Die Gemeinde liegt in Lothringen am rechten Ufer der Nied, 29 Kilometer nordöstlich von Metz und drei Kilometer nordwestlich von Boulay-Moselle (Bolchen).

## Geschichte
Der Ort wurde erstmals als Rubildinga im 12. Jahrhundert erwähnt. Weitere Ortsbezeichnungen waren Ruppeldeng (1271), Roupeldanges (1300), Rupplingen aliàs Ruppeldanges (1594), Ruplingen (1606), Raupeldingen (1693), Rupeldange (1779). Die Ortschaft lag früher auf dem Territorium des Heiligen Römischen Reichs und war zwischen dem Bistum Metz und dem Herzogtum Lothringen geteilt.
Durch den Frankfurter Frieden vom 10. Mai 1871 kam das Gebiet an das deutsche Reichsland Elsaß-Lothringen, und das Dorf wurde dem Kreis Bolchen im Bezirk Lothringen zugeordnet. Die Dorfbewohner betrieben Getreide-, Obst-, Gemüse- und Tabakbau sowie guten Wiesenbau.
Nach dem Ersten Weltkrieg musste die Region aufgrund der Bestimmungen des Versailler Vertrags 1919 an Frankreich abgetreten werden. Im Zweiten Weltkrieg war das Gebiet  von der deutschen Wehrmacht besetzt, und das Dorf stand bis 1944 unter deutscher Verwaltung.

### Demographie
Im Jahr 1871 hatte das Dorf 268 meist römisch-katholische Einwohner, die in 73 Häusern und 78 Familien lebten und unter denen sich vier Mennoniten und vier Juden befanden. 1910 wurden 208 Einwohner gezählt.
| Jahr      | 1793 | 1896 | 1954 | 1982 | 1990 | 2009 | 2019 |
| Einwohner | 241  | 266  | 201  | 334  | 387  | 374  | 362  |

## Wappen
Auf dem Gemeindewappen sieht man die Symbole der früheren Abhängigkeiten des Dorfs: heraldisch rechts die Farben der Paraige (sechs herrschende Familien der Reichsstadt Metz vom 13. bis 16. Jahrhundert), links das halbe Emblem der Kastellanei von Bolchen mit dessen Probstei.

## Sehenswürdigkeiten
- Kirche St. Barbe von 1765